# لوما دي أوليفيرا
لوما دي أوليفيرا (بالبرتغالية: Luma de Oliveira‏) (ولدت في، كانتاجالو، ريو دي جانيرو، 10 ديسمبر 1964) عارضة أزياء سابقة وممثلة وملكة كرنفال برازيلية. كانت عرابة الطبول (عرابة الإيقاع، "ملكة الطبول") لعدد من مدارس السامبا حتى عام 2005 ، قبل أن تعود إلى دور مدرسة بورتيلا الشهيرة في عام 2009.

## روابط خارجية
- لوما دي أوليفيرا على موقع IMDb (الإنجليزية)
- لوما دي أوليفيرا على موقع ألو سيني (الفرنسية)
- لوما دي أوليفيرا على موقع قاعدة بيانات الفيلم (الإنجليزية)
- لوما دي أوليفيرا على موقع كينوبويسك (الروسية)

- لوما دي أوليفيرا في قاعدة بيانات الأفلام على الإنترنت